# Bes
Bes, na mitologia egípcia, era uma divindade representada por um anão robusto e monstruoso. Era o bobo-da-corte dos deuses, senhor do prazer e da alegria.

## Aparência
Um anão gordo e barbudo, ao ponto de se tornar cômico. Ele é muitas vezes representado com a língua de fora e segurando um chocalho. Quando esculpido ou pintado na parede, ele nunca aparece de perfil, mas sempre de frente, o que é único na arte egípcia. Também existem representações de Bes com características felinas ou leoninas.

## Descrição

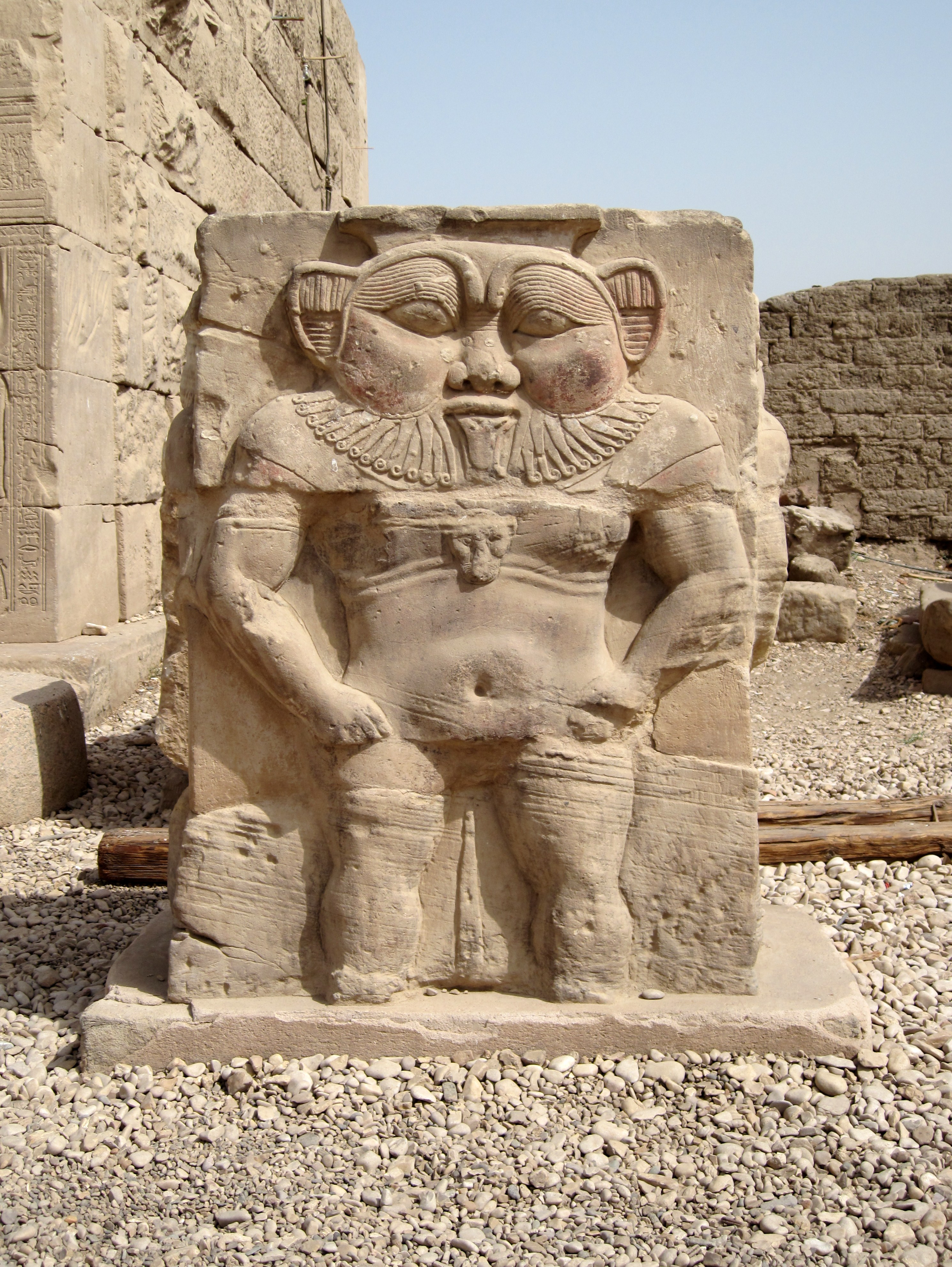
Representação de Bes num capitel, Templo de Dendera, Egito

Bes é um deus pouco vulgar. Assemelha-se a alguns deuses encontrados na África Central e do Sul. Bes era inicialmente o protetor do parto. Durante o nascimento, Bes dançava à volta do quarto, abanando o seu chocalho e gritando para assustar demônios que de outro modo poderiam amaldiçoar a criança. Depois da criança nascer, Bes ficava ao lado do berço entretendo o bebê. Quando a criança ria ou sorria sem motivo aparente, acreditava-se que Bes estava algures no quarto a fazer caretas.